# Toplitzsee
Der Toplitzsee ist ein kleiner Bergsee im steirischen Teil des Salzkammergutes im Gemeindegebiet von Grundlsee, am Südfuß des Toten Gebirges und liegt auf 718 m ü. A. Der Ablauf des Toplitzsees ist die Toplitz, die über die Traun in die Donau entwässert. Der Toplitzsee ist ein meromiktischer See mit einer deutlich ausgeprägten Schichtung. Das Wasser enthält unterhalb von etwa 20 m keinen Sauerstoff mehr und mit größerer Tiefe nimmt der Salzgehalt deutlich zu (0,75 %). Um den See rankt sich der Mythos, dass zu Ende des Zweiten Weltkriegs Gold und Kunstschätze im See versenkt wurden. Bis heute wurden jedoch nur Kisten mit Falschgeld und Kriegsrelikte gefunden. Der See bietet mit seinen unverbauten Ufern mit angrenzenden Wäldern Lebensräume für viele Tier- und Pflanzenarten und steht seit 1991 unter Naturschutz. Der Toplitzsee befindet sich im Besitz der Österreichischen Bundesforste und ist wegen seiner schönen Lage ein beliebtes Ausflugsziel.

## Geographie
Der Toplitzsee ist fjordartig in die Berge des Toten Gebirges eingeschnitten. Im Norden befinden sich die Gößler Wand und der Beerenkogel (1194 m ü. A.), im Süden erheben sich die steilen Flanken des Schwarzwalds. Die Ufer sind steil abfallend, nur westseitig nahe dem Ausrinn und an der Nordostseite beim Übergang zum Kammersee sind sie flacher, sonst dominieren Felsen. Der von Südwest nach Nordost langgestreckte See hat eine Länge von 1,9 km und eine maximale Breite von 400 m. Die Oberfläche beträgt etwa 54 ha, die durchschnittliche Tiefe 62 m. Die Seewanne zeigt bis auf den nordöstlichen Bereich steil abfallende Hänge. Erst ab etwa 80 Metern Tiefe nimmt das Gefälle allmählich ab und eine relativ großflächige Bodenzone mit einer maximalen Tiefe von 103 m breitet sich aus. Das Wasservolumen beträgt 33,7 Millionen Kubikmeter.
Das westliche Ende des Sees ist über mehrere Wege vom Ortsteil Gößl am Ostufer des Grundlsees aus erreichbar. Die Toplitzseestraße verläuft entlang der Gößler Wand durch den Ort. Die anfangs asphaltierte, später als Schotterpiste ausgeführte Straße ist für den öffentlichen Verkehr gesperrt, ein Befahren mit Fahrrädern ist jedoch gestattet. Für die rund 2 Kilometer benötigt man etwa 20 Gehminuten. Entlang der Toplitz verläuft ein Wanderweg durch den Wald zum See. Südlich des Bachs führt der sogenannte Reithweg zum Ostufer. Die Ufer sind unverbaut, nur am Westufer befinden sich zwei Bootshäuser. Aufgrund der Steilheit des Geländes führt entlang des Ufers kein Fußweg zum Ostende des Sees, wo sich der Zugang zum Kammersee befindet. Das Unternehmen Schifffahrt Grundlsee betreibt eine Bootsverbindung zwischen West- und Ostufer.

## Hydrologie

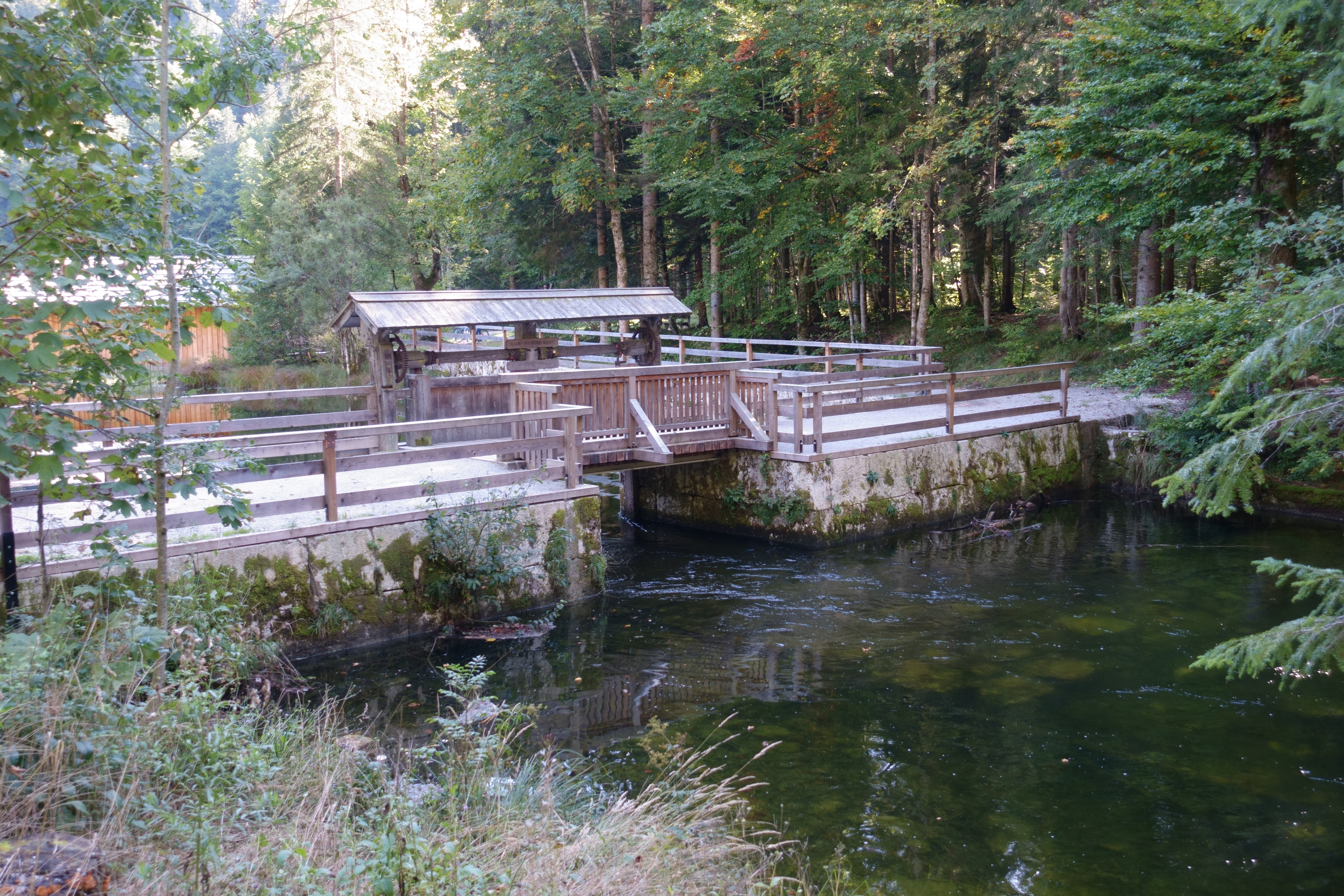
Die Klausanlage am Toplitzsee steht unter Denkmalschutz.

Das hydrologische Einzugsgebiet des Toplitzsees hat eine Gesamtfläche von 70,7 km² und liegt zur Gänze im Toten Gebirge. Die Speisung des Sees erfolgt überwiegend unterirdisch durch ein Karstsystem, das von den Lahngangseen gespeist wird. Einen weiteren Zulauf erhält der Toplitzsee durch den unmittelbar östlich gelegenen Kammersee, der über einen künstlichen Felskanal verbunden ist. Dieser führt jedoch nur in sehr regenreichen Jahren und während der Schneeschmelze Wasser. Der Abfluss des Kammersees zum Toplitzsee erfolgt jedoch auch unterirdisch. Zusätzlich wird der See durch die beiden Bäche Vorderbach und Hinterbach, die von Norden in den See hinabstürzen, gespeist. Die Toplitz, die nach 1,6 km in den Grundlsee mündet, verlässt im Westen bei der Seeklause den See, wo eine Brücke über den Ausfluss führt. Der mittlere Abfluss des Sees beträgt 5,94 m³/s.

## Geologie

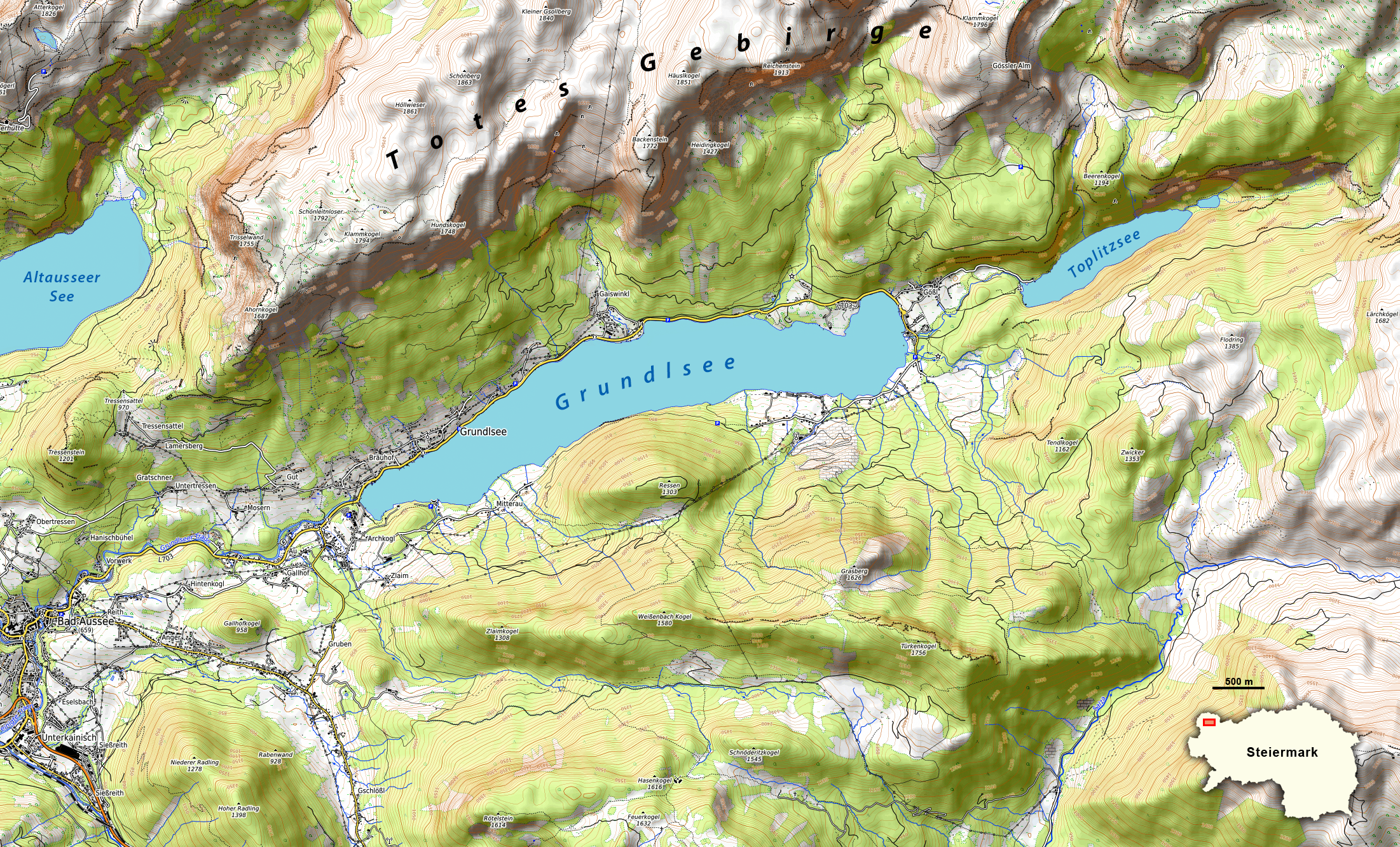
Topografische Karte des Toplitzsees mit dem Grundlsee. Der Grundlsee-Lokalgletscher schürfte das Seebecken von Ost nach West aus

### Tektonik
Der Toplitzsee liegt am Südwestrand der Totengebirgsdecke (Tirolikum) und ist somit ein Teil der Nördlichen Kalkalpen. Diese Deckeneinheit besteht überwiegend aus mesozoischen Kalken und Dolomiten der Trias und des Jura. Die Seewanne des Toplitzsees befindet sich entlang einer von Westsüdwest nach Ostnordost verlaufenden geologischen Störung. Diese als Toplitzsee-Störung bezeichnete Linie zieht über den Grundlsee und den Kammersee ins Tote Gebirge hinein. Rund um den See bestehen die Berge aus lagunärem Dachsteinkalk. Nur am Ausfluss befinden sich Kalke aus dem Jura und Moränenreste.

### Ehemalige Vergletscherung und Entstehung
Während der Eiszeiten folgte der mächtige Grundlsee-Lokalgletscher, der vom Hochplateau des Toten Gebirges ins Ausseer Becken floss, ebenfalls dieser störungsbedingten Schwächezone und erweiterte hierbei das Tal und schürfte das Zungenbecken des Toplitzsees aus. In der späten Eiszeit waren Toplitzsee und Kammersee noch Teil des Grundlsees. An der Basis des Sees wurde salzführendes Haselgebirge im Seewasser gelöst.

## Limnologie

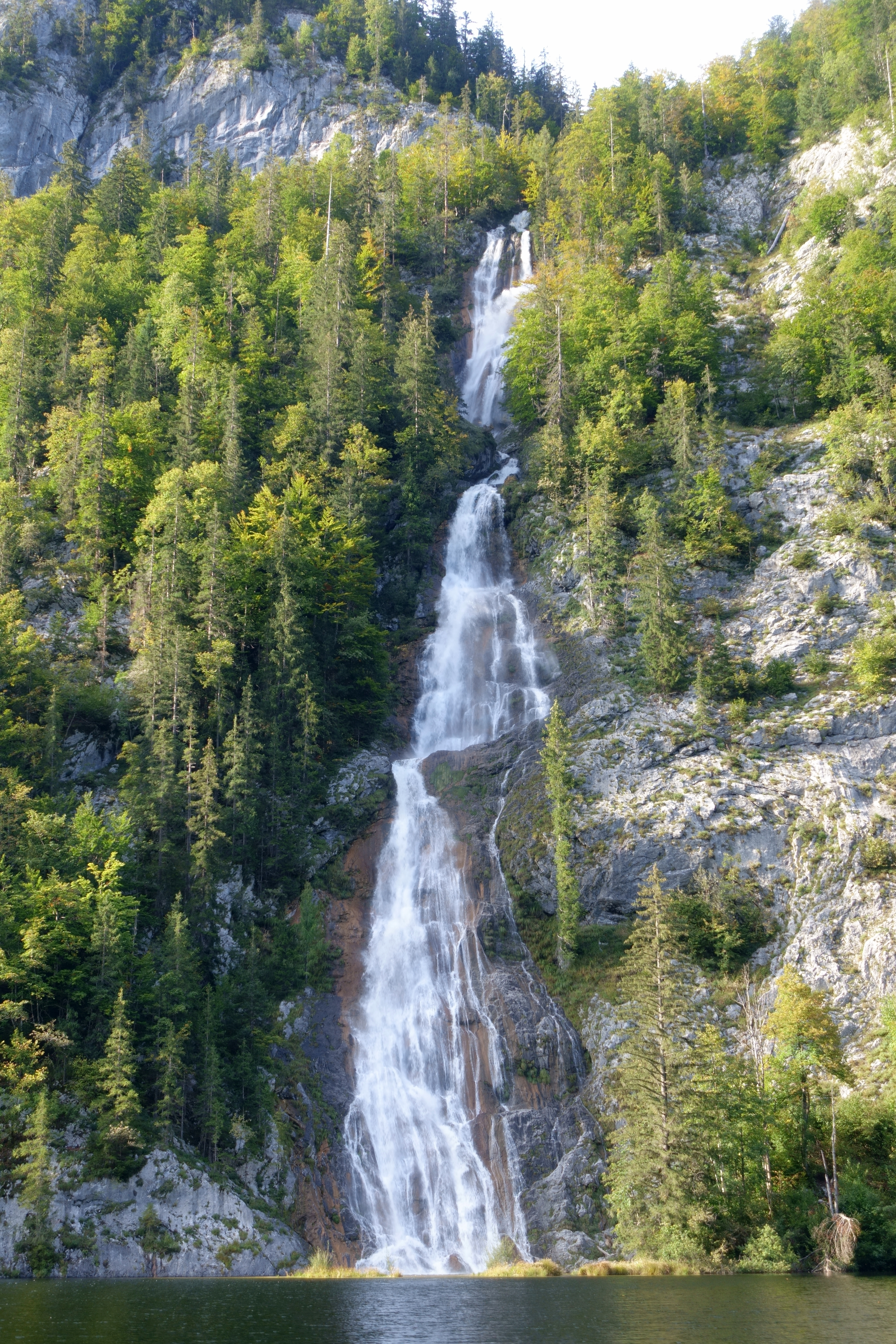
Der Hinterbach stürzt in mehreren Kaskaden in den Toplitzsee

### Zirkulation
Der Toplitzsee ist ein meromiktischer See mit einer deutlich ausgeprägten Schichtung. Das Wasser enthält unterhalb von etwa 20 m keinen Sauerstoff mehr und mit größerer Tiefe nimmt der Salzgehalt deutlich zu (0,75 %). Der Seegrund wird von schwefelwasserstoff-reichem Faulschlamm gebildet. Während der Frühjahrs- und Herbstzirkulationen wird der See nur bis in etwa 20 Metern Tiefe durchmischt. Das etwa 80 Meter mächtige Monimolimnion bleibt von den Zirkulationen unbeeinflusst. Ursachen hierfür sind eine im Verhältnis zur Tiefe kleine Wasseroberfläche als Angriffsfläche für den Wind, eine besonders windgeschützte Lage und ein besonders salzreiches Tiefenwasser mit größerer Dichte. Während der sommerlichen Stagnationsphasen beträgt die Wassertemperatur an der Oberfläche im Mittel 16,8 °C. Der Höchstwert wurde im August 2003 mit 20,2 °C gemessen. Das Epilimnion des Toplitzsees weist nur eine sehr geringe Mächtigkeit auf. Bereits kurz unterhalb der Oberfläche fallen die Temperaturen bis auf etwa 5° C in 15 Metern Tiefe rapide ab. Von 15 Metern abwärts beginnen die Temperaturen wieder zu steigen. Die Ursache für dieses metalimnische Temperaturminimum liegt an den Zirkulationsverhältnissen im Toplitzsee. Im Zuge der Frühjahrszirkulation gelangt kälteres Oberflächenwasser bis in etwa 15 bis 20 Meter Tiefe, während das Monimolimnion mit durchschnittlichen 5,8 °C davon unberührt bleibt. Trotz der anschließenden Erwärmung an der Oberfläche bleiben die geringen Temperaturen im Metalimnion noch lange erhalten. Die hohe Temperatur des Monolimnions ist ebenfalls eine Besonderheit im Toplitzsee. Aufgrund der Dichteanomalie des Wassers liegt die Temperatur über Grund bei vielen Seen um 4 °C. Bei höherem Druck und auch bei einer Salzgehaltszunahme sinkt jedoch die Temperatur für das Dichtemaximum. Die hypolimnischen Temperaturen könnten demnach im Toplitzsee sogar unterhalb von 4 °C liegen. Bei Messungen, die 2006 durchgeführt wurden, war in 100 Metern Tiefe eine Maximaltemperatur von 6 °C nachweisbar. Ob diese Temperaturanstiege jedoch für die allgemein hohen Tiefentemperaturen im Toplitzsee verantwortlich sind, kann nicht mit Sicherheit beantwortet werden. Die Temperaturmessreihen können jedoch als Indiz für die Existenz von Quellen in großer Tiefe (sublacustrisch) eingeschätzt werden.

### Trophie
Der See weist eine geringe Konzentration an Nährstoffen auf und ist somit oligotroph. Für die Jahre 2003 bis 2006 wurde im Epilimnion ein mittlerer Phosphorgehalt von 6,3 µg/l berechnet. Über Grund lagen die Werte im Mittel bei 52 µg/l. Durch die niedrigen Phytoplanktonkonzentrationen und das geringe Algenwachstum beträgt die mittlere sommerliche Sichttiefe 8,8 Meter.

### Plankton
Das aerobe Plankton ist im Toplitzsee auf den Raum von der Oberfläche bis in 20 Meter Tiefe zusammengedrängt. Die nahezu sauerstofffreie Tiefenschicht wird hingegen von einer anaeroben bzw. oligoaeroben Biozönose bevölkert, in der eisen- und schwefeloxidierende Mikroorganismen die Hauptrolle spielen. Cryptophyceae und Kieselalgen, vor allem Arten der Gattung Asterionella, Stephanodiscus und Synedra, bilden den Hauptbestandteil des Phytoplanktons. Das Zooplankton ist mit deutlich mehr Biomasse vertreten. Von den Rotatorien wurden Kellicottia longispina, Keratella cochlearis und Keratella hiemalis häufig festgestellt. Das Crustaceenplankton des Toplitzsees setzt sich größtenteils aus den Arten Eudiaptomus gracilis, Cyclops abyssorum, Daphnia hyalina und Eubosmina longispina zusammen.

## Flora und Vegetation

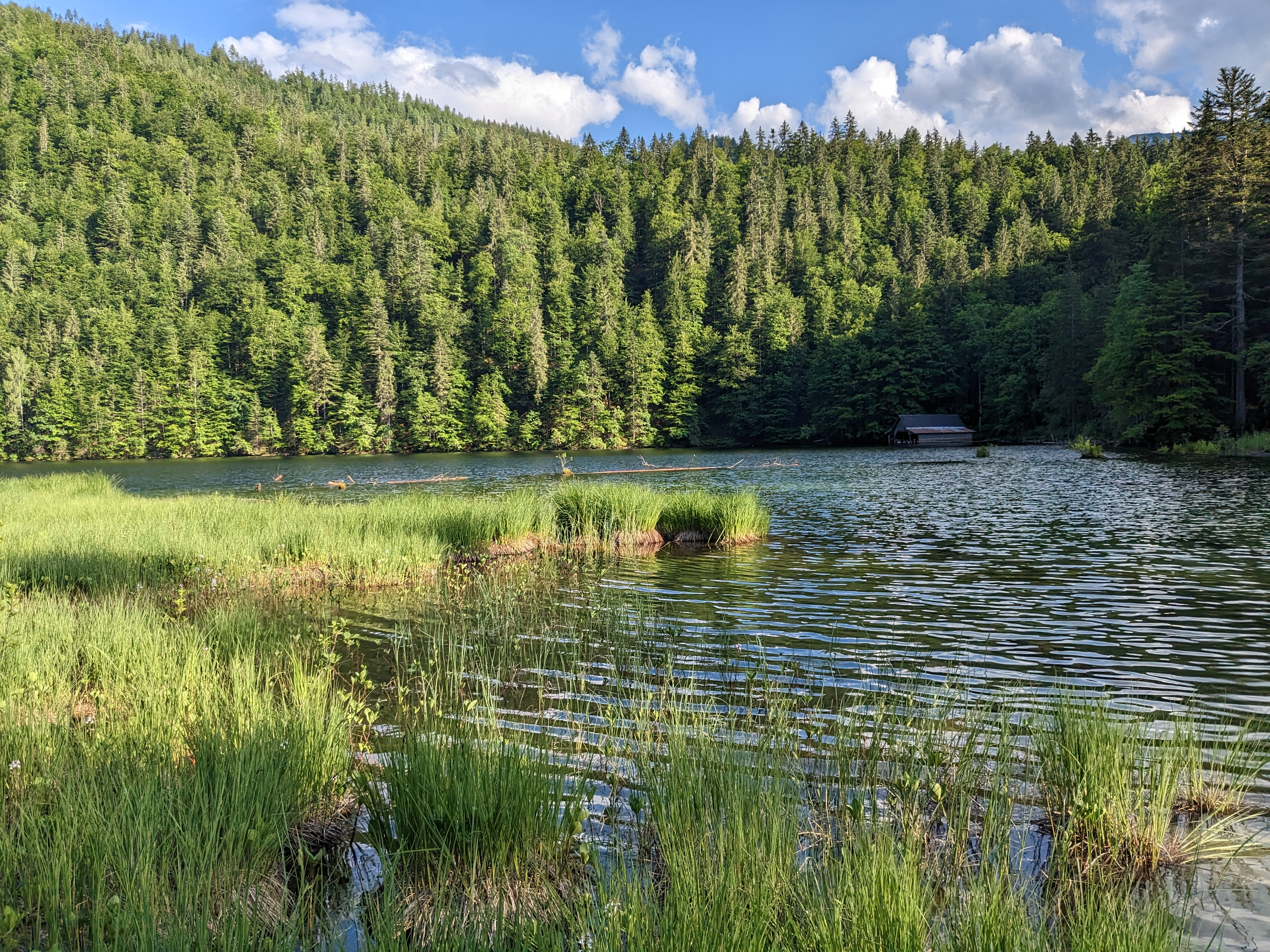
Verlandungszone am Nordwestufer mit Bulten der Steife Segge (Carex elata)

In den moorigen Bereichen am Nordwest‐ und Westufer wachsen unter anderem Steife Segge (Carex elata), Blasen-Segge (Carex vesicaria), Brennender Hahnenfuß (Ranunculus flammula) und Sumpffarn (Thelypteris palustris). Nahe dem Ausrinn in den flacheren Uferbereichen setzt sich die submerse Vegetation aus Armleuchteralgen (Chara sp.), Alpen-Laichkraut (Potamogeton alpinus), Ähriges Tausendblatt (Myriophyllum spicatum) und der Gebirgssippe des Haarblättrigen Wasserhahnenfußes zusammen. Beim Bootssteg am Nordostufer wächst zusätzlich das Langblättrige Laichkraut (Potamogeton praelongus).
Die steilen Nord- und Südflanken sowie das Ostufer sind von einem Hangmischwald bedeckt, der in großen Teilbereichen naturnahe ist. Als dominierende Baumarten wachsen dort Rot-Buche (Fagus sylvatica), Berg-Ahorn (Acer pseudoplatanus), Weiß-Tanne (Abies alba) und die Fichte (Picea abies). Seltener sind die Bergulme (Ulmus glabra) und die Gemeine Esche (Fraxinus excelsior). Im Wald befindet sich viel stehendes und liegendes Totholz, das durch Lawinen und während der Schneeschmelze in den See verfrachtet wird.

## Fauna

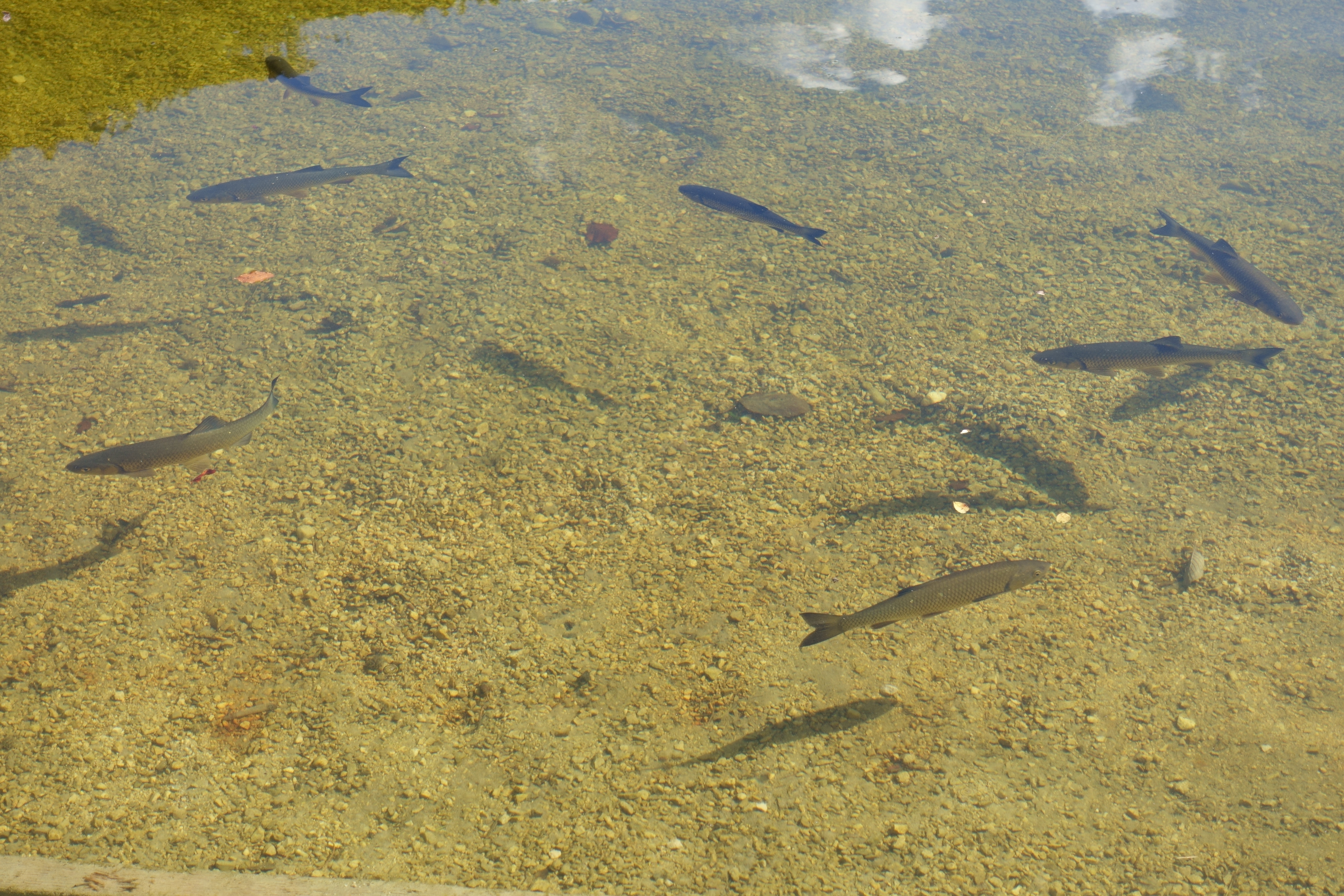
Im seichten Wasser am Nordwestufer schwimmen Aiteln (Squalius cephalus)

Über den ursprünglichen Fischbestand des Toplitzsees ist nur wenig bekannt. Während des Zweiten Weltkriegs befand sich am See eine Versuchsstation der Kriegsmarine. Durch Unterwassersprengungen wurde nahezu der gesamte Fischbestand des Sees vernichtet. Heute sind durch Besatzmaßnahmen wieder Fische im See vorhanden. Der Fischbestand des Toplitzsees ist auf die oberen, sauerstoffreichen Wasserschichten beschränkt und setzt sich heute aus folgenden Arten zusammen: Aalrutte (Lota lota), Aitel (Squalius cephalus), Elritze (Phoxinus phoxinus), Flussbarsch (Perca fluviatilis), Hecht (Esox lucius), Koppe (Cottus gobio), Bachschmerle (Barbatula barbatula), Seeforelle (Salmo trutta), Seelaube (Alburnus chalcoides) und Seesaibling (Salvelinus umbla). 
Die alten Buchenmischwälder um den Toplitzsee sind Lebensraum für den in Europa seltenen Zwergschnäpper (Ficedula parva). Der Kormoran (Phalacrocorax carbo) ist am Grundlsee heimisch und ernährt sich vom Fischbestand im See und auch von den Fischen der umliegenden Zuchtanlagen, weshalb er dort auch gejagt wird. Durch das Jagdverbot im Naturschutzgebiet finden die Vögel am Toplitzsee einen Rückzugsort und sind häufig zu sehen. Bevorzugte Rastplätze sind hierbei abgestorbene Fichten am Südwestufer.
Im Sommer 2002 wurde am Südufer des Sees ein Initialbesatz mit Edelkrebsen (Astacus astacus) durchgeführt. Der Steinkrebs (Austropotamobius torrentium) lebt ebenfalls im See. Am Toplitzsee ist ein Vorkommen der Salzkammergut-Turmdeckelschnecke (Cochlostoma henricae huettneri) belegt. Die Unterart ist in Oberösterreich und der Steiermark auf den weiteren Bereich der Salzkammergutseen beschränkt.

## Naturschutz

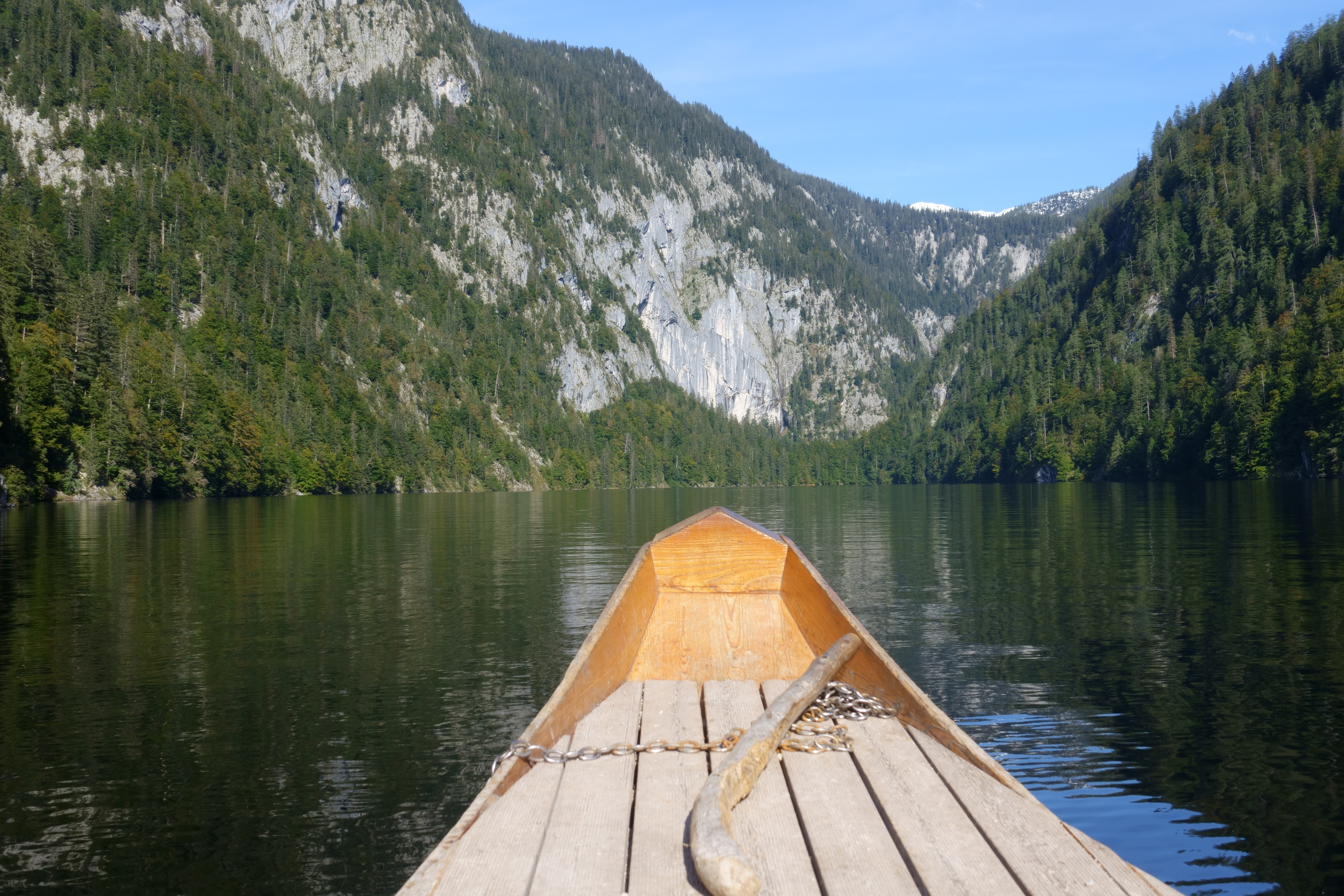
Überfahrt zum Ostufer mit natürlichen Hangwäldern

Der See bietet mit seinen unverbauten Ufern mit angrenzenden Feuchtgebieten und bewaldeten Steilhängen, Lebensräume für viele Tier- und Pflanzenarten. Der Toplitzsee liegt im Naturschutzgebiet NSG-a16 Totes Gebirge West das 1991 verordnet wurde. Er ist ebenfalls Teil des Europaschutzgebiets Totes Gebirge mit Altausseer See Europaschutzgebiet Nr. 35, das gemäß FFH- und Vogelschutzrichtlinie als Teil des Netzwerks Natura 2000 im Jahr 2006 verordnet wurde. Die dort verbreitete Seelaube (syn. Mairenke) ist ein Schutzgut gemäß des Anhangs II der FFH-Richtlinie und gilt somit als streng zu schützende Art von gemeinschaftlichem Interesse, für deren Erhalt besondere Schutzgebiete ausgewiesen werden müssen. Der Fisch wandert während der Laichzeit vom Toplitz- und vom Grundlsee in die Toplitz. Um die Durchgängigkeit der Fischwanderung zu ermöglichen, wurde 2004 der Auslauf des Toplitzsees um 40 Meter vorgezogen und die Klausanlage eingestaut, um die Schwelle der Klause zu entschärfen. Bei einem Monitoring 2016 konnten an die 5.000 Seelauben bei ihrem Laichzug gezählt werden.

## Namenkunde
Das Ennstal war Siedlungsraum der Alpenslawen und viele Flurnamen sind slawischen Ursprungs. Toplitz geht auf das slawische toplica zurück, was „warmes Quell- oder Bachgewässer“ bedeutet. Ursprünglich hieß nur der Abfluss des Toplitzsees so, der Name ging später auf den See über. Es gibt identische, aber umgelautete Namen wie Töplitz bei Radenthein oder Töplitsch bei Weißenstein. Daraus kann geschlossen werden, dass zur Zeit des deutschen Umlauts (etwa bis zum 13. Jahrhundert) die überwiegende Bevölkerung von Aussee-Grundlsee noch nicht deutsch sprach.
Am Nordufer führt ein alter, verfallener Weg zur Vordernbachalm. 1819 stieg Erzherzog Johann mit Jagdbegleitung von der Alm zum Toplitzsee ab, wo er erstmals seine zukünftige Frau traf. Der Weg wird heute noch als Prinzensteig bezeichnet.

## Geschichte

### Holztrift

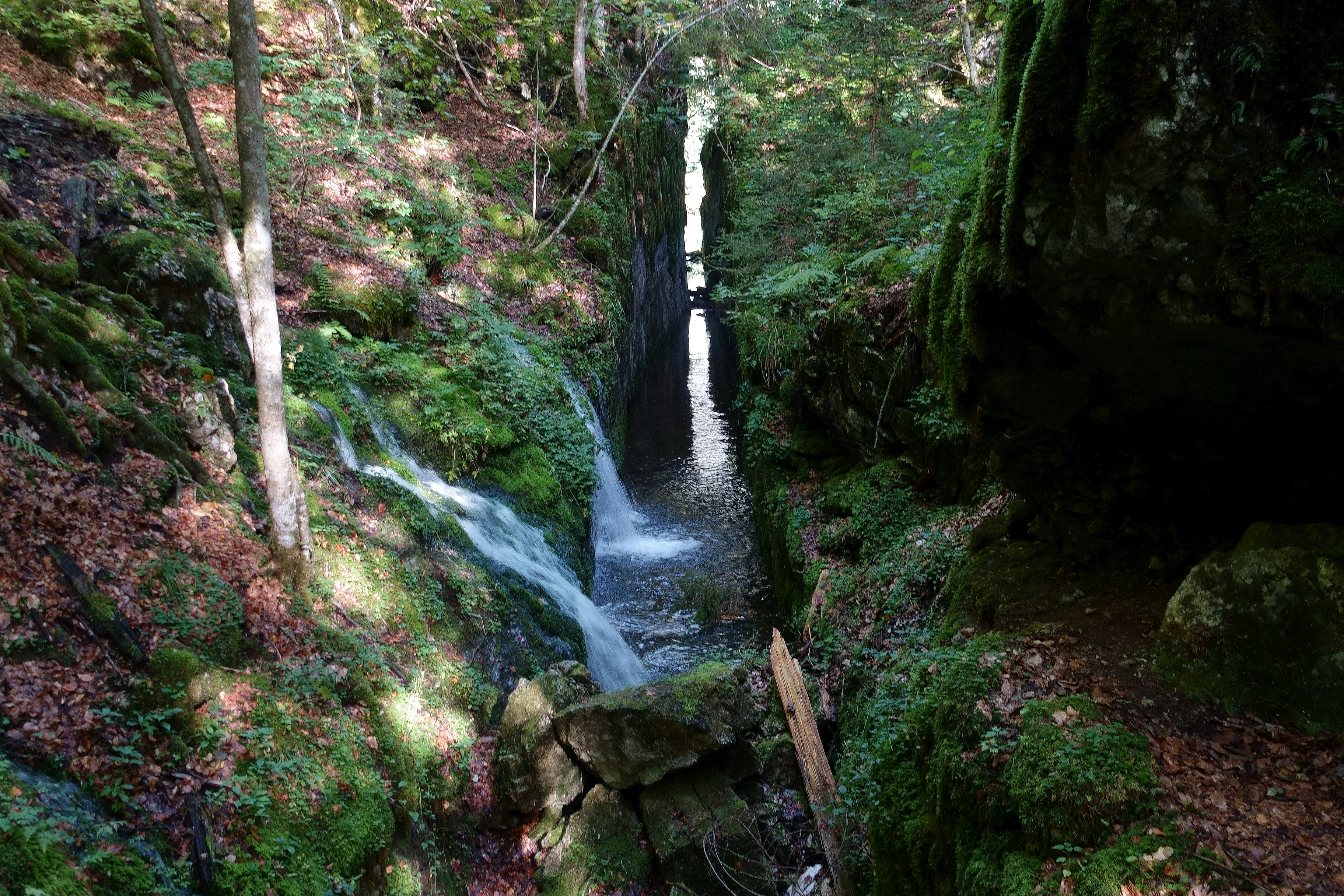
Der Triftkanal führt heute nur bei Hochwasser oder während der Schneeschmelze Wasser

Mit der Errichtung der nahe gelegenen Saline in Unterkainisch im 13. Jahrhundert wurde die gesamte Holzwirtschaft des Gebietes auf die Brennholz-Erzeugung für das Sudhaus ausgerichtet. Mitte des 16. Jahrhunderts waren die Holzvorräte rund um die Saline beinahe erschöpft und es mussten neue, bis dahin unzugängliche Wälder erschlossen werden. Um das Holz hinter dem Kammersee nutzbar zu machen und unter vertretbarem Aufwand zum Toplitzsee zu bringen, wurde von 1547 bis 1549 ein künstlicher Triftkanal in den kleinen Felsrücken des sogenannten Rotecks, zwischen Toplitz- und Kammersee, geschlagen. Der westliche kurze Abschnitt des Schwemmkanals fällt zum Toplitzsee hin ab. Dort wurde das natürliche Gelände zu einer Rinne überarbeitet, um das Holz in den See zu triften. Der gesamte Kanal ist etwa 140 Meter lang. Das aus dem Felsrücken geschlagene prägnante Teilstück hat eine Länge von 97 Metern, eine Breite von zwei Metern und die Kanalsohle liegt im Durchschnitt sechs Meter, an einigen Stellen sogar bis zu neun Meter tief. Schon um 1730 mangelte es dem Kammersee allerdings an Wasser und die Trift wurde eingestellt. Der Schwemmkanal zählt zu den ältesten technischen Denkmälern Österreichs und steht unter Denkmalschutz.
Wie an allen Seen des inneren Salzkammerguts war auch am Ausfluss des Toplitzsees eine Klause zur Holztrift vorhanden, da dort mit relativ geringen Mitteln sehr große Wassermengen gespeichert werden konnten. Die Lebensdauer einer hölzernen Klause betrug im Durchschnitt 30 Jahre. Um den großen Holzverbrauch infolge der häufigen Neubauten zu vermindern, wurde die Toplitzseeklause 1865 mit Steinquadern neu gebaut. Nach Einstellung der Trift verfiel die Klause und die Holzteile wurden 1977 rekonstruiert. Sie ist neben der Seeklause am Hallstätter See die einzige noch funktionstüchtige Seeklause im Salzkammergut und steht unter Denkmalschutz.

### Marineversuchsstation

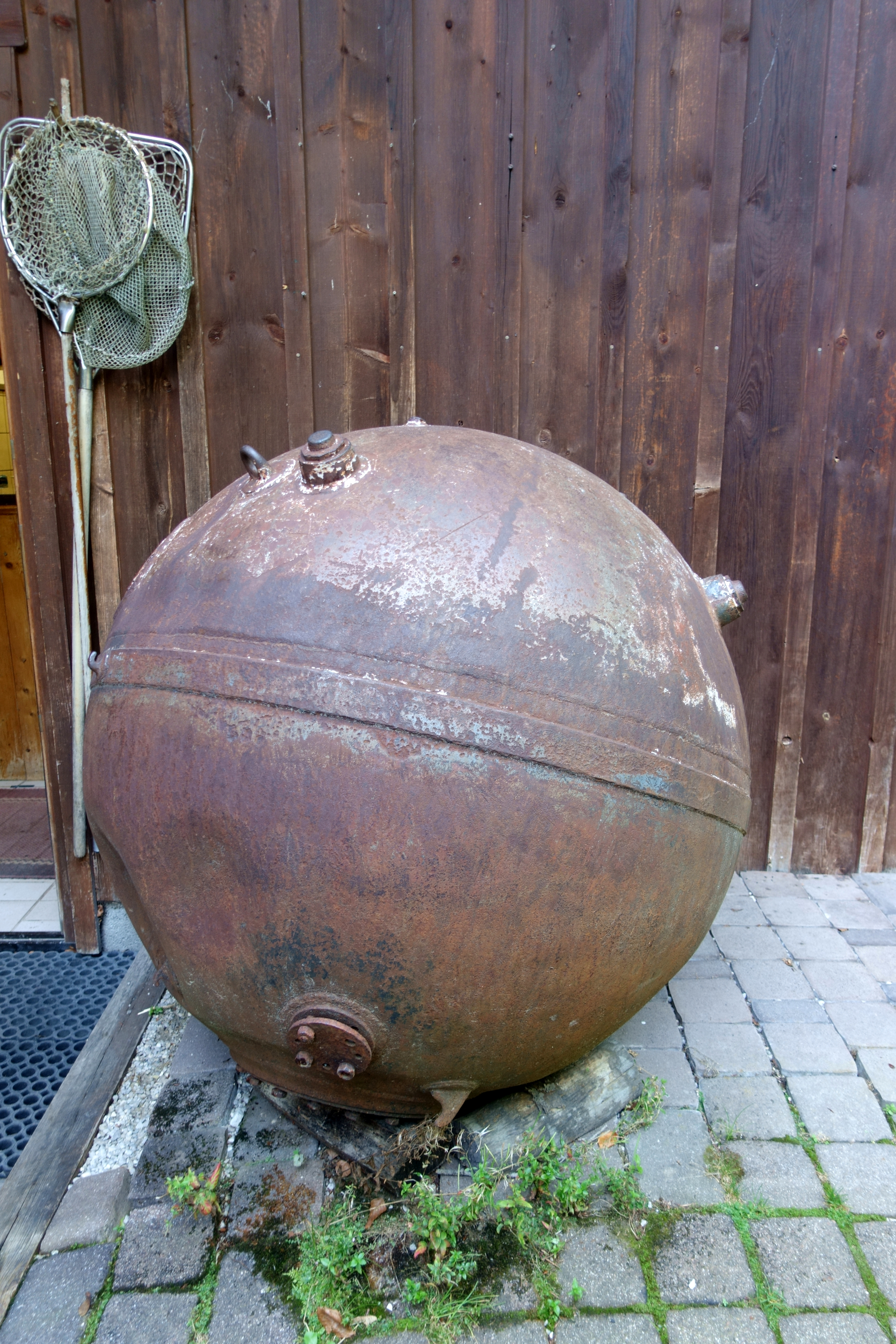
Aus dem Toplitzsee geborgene Seemine

Von 1943 bis 1945 befand sich am Toplitzsee eine Versuchsstation der Chemisch-Physikalischen Versuchsanstalt der Marine (CPVA). Die Arbeit der CPVA am Toplitzsee bestand vor allem aus der Erprobung von Sprengstoffen und Waffen. Hierbei wurden die physikalischen Vorgänge beim Einsatz gemessen und zum Teil theoretisch untermauert. Die hierfür notwendigen ungestörten Verhältnisse konnten am Meer nicht gewährleistet werden und es wurde ein tiefer See als Standort gesucht. Bei ersten Versuchen am Pulvermaar und am Attersee entstand durch die Unterwassersprengungen großer Schaden am Fischbestand und die CPVA geriet in Konflikt mit den lokalen Fischern und dem Reichsministerium für Ernährung und Landwirtschaft. Diese Standorte kamen daher nicht mehr in Frage. Da der Fischbestand des Toplitzsees damals nicht genutzt wurde und der See sehr tief und abgeschieden ist, wurde im Frühjahr 1943 eine Versuchsstation am Nordwestufer errichtet. Offizielle Dienststelle der CPVA war die Villa Roth in Gößl.
Um die Nah- und Fernwirkung von Sprengstoffen bei Unterwasserexplosionen zu untersuchen, wurde im September 1943 mit den ersten Versuchsreihen begonnen. Der Sprengstoff wurde über den Bahnhof in Bad Aussee geliefert und in einem Munitionsbunker am Ufer gelagert. Für die Messungen befand sich im See ein Floß mit Oszillographen und anderen Messgeräten. Die ersten Versuche wurden mit Trinitrotoluol mit weniger als 10 kg durchgeführt. Später kamen auch Torpedoköpfe von 300 kg Gewicht zum Einsatz. Die größte Ladung von 4000 kg Schießwolle 18 wurde am 30. Juni 1944 gezündet. Die Sprengung einer derart großen Ladung zu Versuchszwecken war auch während der Kriegszeiten eine Seltenheit. Daher kamen Gauleiter August Eigruber und hochrangige Marineoffiziere an den Toplitzsee, darunter Friedrich Brandes, Chef der CPVA, und Konteradmiral Wilhelm Rhein. Am 31. Juli 1944 waren die Sprengstoffuntersuchungen am Toplitzsee abgeschlossen.
Nach dem Abschluss der Sprengstoffuntersuchungen begannen im Sommer 1944 die Arbeiten am Projekt Ursel. Es handelte sich hierbei um eine geplante Unterwasserrakete für den Defensiveinsatz. Im Falle eines Angriffs mit Unterwasserbomben sollten die Raketen dem getauchten U-Boot die Flucht ermöglichen. Die Ladung sollte ein Loch von etwa 5 m² im Rumpf eines Zerstörers erzeugen und wurde mit 15 kg Sprengstoff festgelegt. Als Ausmaße wurden eine Länge von 1,8 m, ein Kaliber von 15 cm und ein Gewicht von 80 kg festgelegt. Die Raketenteile wurden von der Firma WASAG gefertigt und über Bad Aussee nach Gößl geliefert. Vermutlich wurden weniger als 50 Abschüsse im Toplitzsee durchgeführt.

### Kriegsende am Toplitzsee

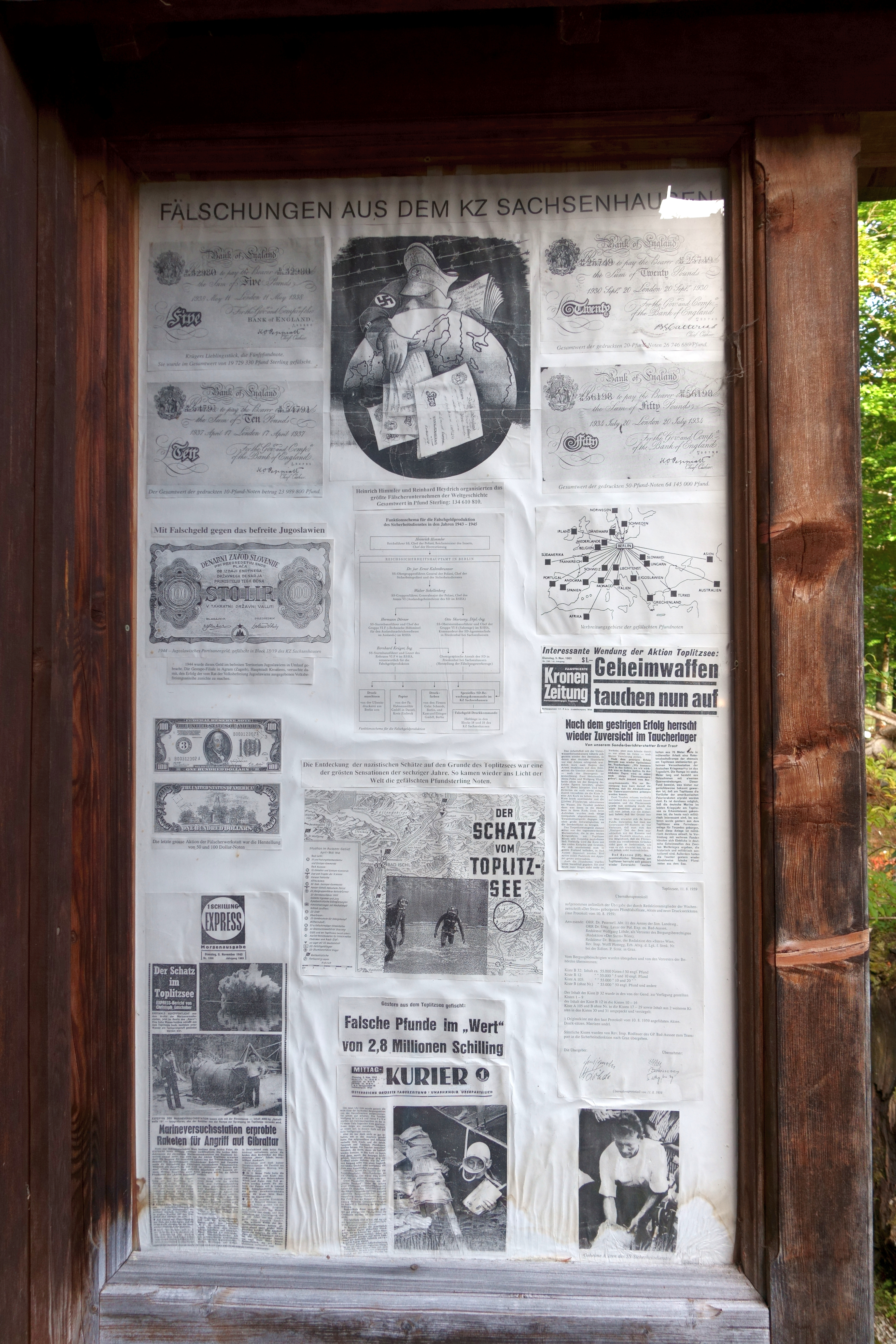
Ausgestellte Repliken der Fälschungen aus dem KZ Sachsenhausen

Anfang April 1945 erging der Befehl, die Dienststelle der CPVA aufzulösen. In der Villa Roth und am See wurden Gerätschaften, Unterlagen und Sprengstoff vernichtet. Hierbei wurden auch Messgeräte der Versuchsstation im See versenkt. Der verbliebene Sprengstoff wurde am Ufer gezündet. Die restlichen Gerätschaften wie die Treibsätze der Unterwasserraketen wurden verbrannt. Ende April/Anfang Mai fuhr ein Transport der Aktion Bernhard vom KZ-Nebenlager Redl-Zipf ins Salzkammergut. Der Transport beförderte Kisten mit gefälschten britischen Pfund-Banknoten, die im See versenkt wurden. Warum der Toplitzsee als Ort der Versenkung gewählt wurde, lässt sich heute nicht mehr feststellen. Vermutlich wurde die Weiterfahrt nach Bad Aussee befohlen, wo man von der einzigen militärischen Dienststelle der Umgebung, der Marineversuchsstation am Toplitzsee, erfuhr. Aufgrund der großen Menge an Falschgeld kam ein Verbrennen nicht in Frage und man entschloss sich, die Kisten zu versenken. Da der Weg wegen der Schneelage für Lkw nicht befahrbar war, beförderten einige Einwohner von Gößl mit ihren Pferdegespannen die Kisten zum See. Über den eigentlichen Versenkungsvorgang liegen derart widersprüchliche Aussagen vor, dass dieser nicht mehr rekonstruiert werden kann.

### Der Schatz im Toplitzsee
Obwohl die Versenkung von Kisten im See der Bevölkerung bekannt war, wurde der Aktion nur wenig Bedeutung beigemessen. Mit dem Aufkommen von Gerüchten über die Verlagerung von großen Reichtümern ins Ausseerland stieg wieder das Interesse am Toplitzsee. Es wurde spekuliert, dass sich Sachwerte, Schmuck, Gold, Devisen, Platin usw. in den Kisten befanden und die Zeitungen griffen dieses Thema wieder auf. So soll sich im See etwa Gold aus dem Rommel-Schatz befinden, den SS-Obersturmbannführer Otto Skorzeny aus Italien geholt haben soll. Es wurde spekuliert, im See würden Akten des Reichssicherheitshauptamtes oder die Tagebücher Heinrich Himmlers liegen. Auch entstanden Gerüchte, verschiedene Todesfälle in den Nachkriegsjahren bis 1950 stünden im Zusammenhang mit der Suche nach verborgenen Schätzen. Die meisten Berichte sind übertrieben oder völlig frei erfunden. Es lassen sich jedoch einige Anhaltspunkte für deren Entstehung belegen. So wurde bei der Villa Kerry in Altaussee eine Kassette mit Gold gefunden, die in den letzten Kriegstagen vergraben wurde. Das Personal der Marineversuchsstation erhielt als letzten Sold Silberplättchen und Platindraht. Einige Seeleute versteckten die Silberplättchen in den Dachsparren des Gasthauses Veit und holten sie nach Kriegsende wieder ab.

### Bergungen

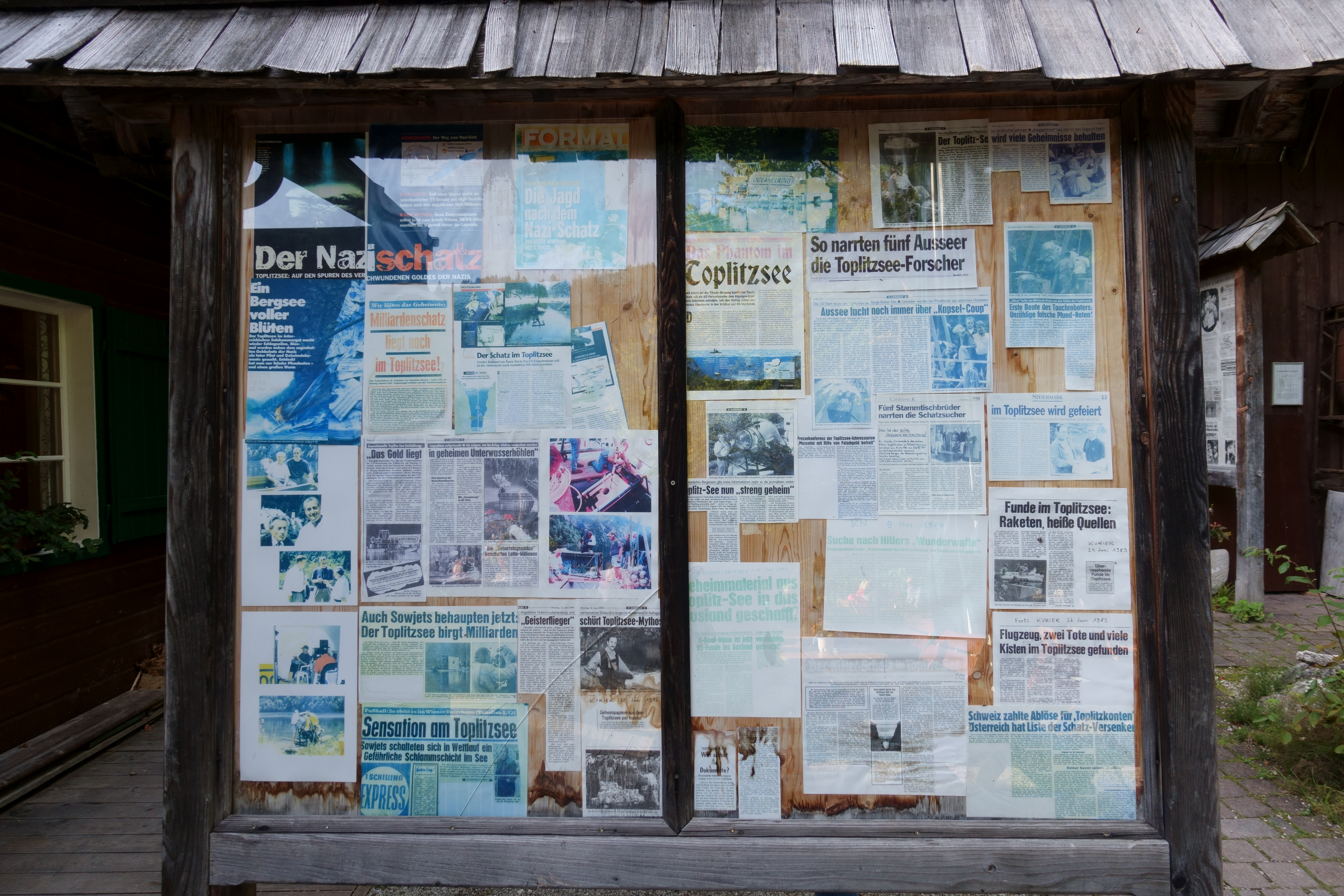
Zeitungsausschnitte informieren bei der Fischerhütte über die Schatzsuche im See.

#### Stern-Bergung 1959
Nach eineinhalbjährigen Recherchen des Stern-Journalisten Wolfgang Löhde veröffentlichte der Stern im Jahre 1959 eine Serie über die Aktion Bernhard. Die in 15 Folgen erschienene Serie wurde zwischen 25. Juli 1959 und 31. Oktober 1959 in den Heften 30 bis 44 abgedruckt und trug den Titel Geld wie Heu. Die Geschichte des größten Geldfälscherunternehmens, das es jemals gegeben hat. Zeitgleich initiierte Löhde eine erste Bergung im Toplitzsee, bei der am 26. Juli 1959 die erste Kiste mit gefälschten Fünf-Pfund-Noten geborgen werden konnte. In den nächsten Wochen konnten weitere Kisten mit Pfundnoten, Druckerplatten und Kriegsmaterial der Marine geborgen werden. Die gefundenen Pfundnoten sollen einen Pseudowert von etwa 12 Millionen DM entsprochen haben. Obwohl ein echter Schatz nicht gefunden wurde, erregte die Bergung ein breites öffentliches Interesse in Deutschland und Österreich und wurde ein großes Medienereignis. Die Aktion wurde am 28. August 1959 ohne nähere Angabe von Gründen eingestellt, was weitere Spekulationen verursachte, da sich am Grund des Sees noch mehrere bereits geortete Kisten befanden.

#### Bergung des Innenministeriums 1963
Die bislang aufwendigste Bergungsaktion am Toplitzsee fand 1963 durch das Bundesministerium für Inneres statt. Am 6. Oktober 1963 ertrank der 19-jährige Taucher Alfred Egner aus München im See. Die Initiatoren dieses Tauchgangs waren Georg Freiberger aus Starnberg und Karl-Heinz Schmidt aus Bonn. Während des Kriegs war Freiberger bei der Amtsgruppe Abwehr in der Abteilung II (Sabotage und subversive Aktionen) tätig. Dies gab Anlass für weitere Spekulationen. Die genauen Hintergründe dieses Tauchgangs konnten jedoch bis heute nicht geklärt werden. Nach der Auffindung und Bergung der Leiche am 31. Oktober 1963 wurde die Bergungsaktion auf Weisung des Bundesministeriums für Inneres bis Anfang Dezember fortgesetzt. Es wurden Kisten mit Falschgeld und Kriegsrelikte gefunden. Die Bergung wurde aus Kostengründen nach der Winterpause nicht wieder aufgenommen. Von den zuständigen Behörden wurde der Toplitzsee für jegliche Unterwasseraktivität gesperrt.

#### Weitere Bergungen / Tauchgänge
1978 und zwischen den Jahren 1983 und 1986 unternahm der Entminungsdienst des Bundesheers mehrere Tauchgänge, bei denen zum ersten Mal ein U-Boot eingesetzt wurde. Dabei kamen mehrere Seeminen und andere Kriegsrelikte ans Tageslicht.
1983 wurden Tauchgänge durch Hans Fricke und Mitarbeiter mit dem GEO-Tauchboot unternommen. Sie fanden ebenfalls nur Kisten mit Falschgeld und Kriegsrelikte.
Im Jahr 2000 untersuchte ein Team der amerikanischen Tauchfirma Oceaneering International Services den Seegrund drei Wochen lang. Neben Falschgeld wurde auch eine Kiste mit Kronenkorken gefunden, die eine Stammtischrunde 1984 im See versenkt hatte. Die Expedition wurde von CBS und dem Jüdischen Weltkongress finanziert. Das aufgenommene Filmmaterial wurde im Beitrag Hitler's Lake im Format 60 Minutes verarbeitet.
2007 kam Hans Fricke erneut an den Toplitzsee, um mit dem Forschungstauchboot Jago Proben für mikrobiologische Untersuchungen zu nehmen.

## Wirtschaft

### Fischerei
Der Toplitzsee und die umliegenden Wälder sind im Eigentum der Österreichischen Bundesforste und werden im Forstrevier Grundlsee verwaltet. Da die Wälder im Natura-2000-Gebieten liegen, werden sie nicht forstwirtschaftlich genutzt. Als Eigentümer betreiben die Bundesforste die Fischerei und Bewirtschaftung des Sees. Die Hauptfischart ist der Seesaibling (Salvelinus alpinus), der als Ausseer Seesaibling vermarktet wird.

### Tourismus

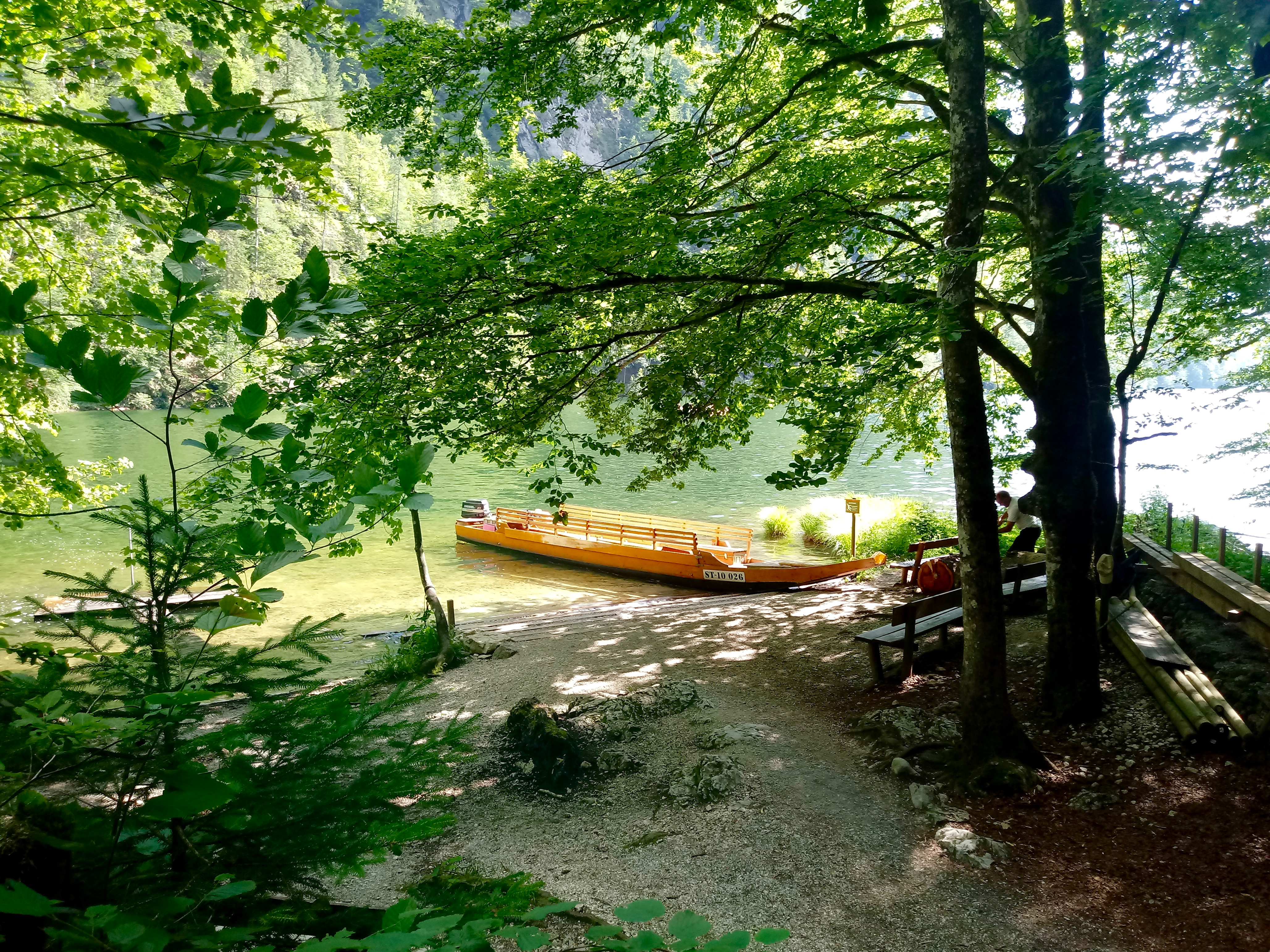
Anlegestelle am Nordostufer

Der Toplitzsee ist wegen seiner schönen Lage ein beliebtes Ausflugsziel und wird im Rahmen der 3-Seen-Tour zur Besichtigung des Kammersees mit dem Traunursprung überquert. Das Ostufer erreicht man mit einer Plätte, dem typischen Schiff des inneren Salzkammerguts. Die Fischerhütte am Westufer wird als Bewirtungsbetrieb geführt. Fundstücke und Schaukästen mit Zeitungsausschnitten informieren bei der Fischerhütte über die Geschichte des Sees. Tauchen und die Ausübung sonstiger Wassersportarten sowie die Verwendung von Wasserfahrzeugen sind am Toplitzsee verboten. Ausgenommen ist die Nutzung von Booten für die Fischerei sowie die gewerbliche Schifffahrt. Wegen der niedrigen Wassertemperatur ist der Badebetrieb gering. Der Toplitzsee ist auch zum Eislaufen oder Eisstockschießen geeignet, da er im Winter oft vollständig zufriert.
Am 22. August 1819 traf Erzherzog Johann von Österreich nach einer Bootsfahrt zum Kammersee erstmals die Postmeisterstochter Anna Plochl, die er zehn Jahre später heiratete. Ein Gedenkstein am Westufer erinnert an diese Begegnung, jedoch mit dem falschen Datum (19. July 1819).

## Der Toplitzsee in der Kunst

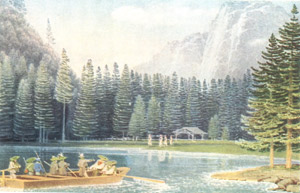
Matthäus Loder: Begegnung Erzherzog Johanns und Anna Plochls am Toplitzsee, 1819

1959 wurde am See der Film Der Schatz vom Toplitzsee mit Gert Fröbe gedreht. Der Film behandelt die Stern-Bergung aus dem Jahr 1959. Im James-Bond-Film Goldfinger aus dem Jahr 1964 ködert der Agent James Bond den Bösewicht Auric Goldfinger, ebenfalls gespielt von Gert Fröbe, mit einem Goldbarren aus dem Toplitzsee.
In dem Film Top Secret aus dem Jahre 1971 ist der Toplitzsee einer der beiden Haupthandlungsorte, heißt im Film jedoch Finstersee.
Der See ist Handlungsort des Romans Letzter Saibling von Herbert Dutzler.